# 康义诚
康义诚（9世纪—934年6月3日），字信臣，五代十国时期后唐武将。

## 生平

### 早年生涯
康义诚是代北三部落胡人。年轻时以骑射事唐末河东节度使晋王李克用，随李克用之子和继承人李存勖进入魏博，补突骑使，累迁本军都指挥使。

### 效力明宗
李存勖称帝，建立后唐，即后唐庄宗。同光四年（926年）二月，邺都士兵皇甫暉煽動兵變，是為邺都之变，擁立趙在禮為首領，三月，康义诚随庄宗养兄成德军节度使李嗣源前去征讨，军队生变，逼李嗣源做他们的君主，李嗣源不肯。康义诚进言：“主上不虑社稷濒危，不思战士劳苦，沉溺于畋猎、酒色、享乐。如今跟随大家，则有所归，一味堅守臣节，将要被殺死。”李嗣源采纳其言，从此委为心腹。四月，庄宗死于兴教门之变，李嗣源登基，即后唐明宗，加康义诚检校司空，领富州刺史（遥领），仍总领突骑军。五月，以时任左右厢突阵指挥使康义诚为汾州刺史，转捧圣都指挥使。天成二年（927年），明宗幸汴州，平定留守朱守殷叛乱，改康义诚侍卫马军都指挥使。明宗回京城洛阳。十二月，幸康义诚家。三年（928年）正月，康义诚以随驾马军都指挥使、富州刺史兼领江西节度使（在吴国治下，故为遥领）。四月，任侍卫亲军马步军都指挥使。四年（929年）四月，任河阳节度使。长兴元年（930年）三月，受任为山南东道节度使、检校太傅。
长兴年间，康义诚曾将军中差人充自家大宅仆人，也曾小有笞责。忽有一日，怜仆人年老而诘问其姓氏，答：“姓康。”又诘问其乡土、亲族、子嗣，才知是自己的父亲，于是相持而泣，听闻此事的没有不惊异的。
三年（932年）十月，契丹欲入侵，明宗命选择帅臣为河东节度使，枢密使范延光、赵延寿都说只有明宗女婿河阳节度使兼六军诸卫副使石敬瑭、康义诚可以去。石敬瑭不愿为禁军副职，也愿去，明宗即命除授他为河东节度使，但不罢免其六军副使职，石敬瑭因此推辞，明宗以宣徽使朱弘昭知山南东道，召回康义诚。十一月，明宗因契丹进逼北境，命速议定河东节度使，石敬瑭想当，但范延光、赵延寿欲用康义诚，议久不决，最终明宗从翰林学士李崧言，仍以石敬瑭为河东节度使。石敬瑭因此感激李崧。十二月，康义诚复为兼充侍卫亲军马步都指挥使，领河阳，四年（933年）九月，加同平章事。
皇子秦王李从荣为河南尹、典六军、天下兵马大元帅，气焰嚣张。十月，大臣都害怕，请求外任。明宗认为康义诚朴忠，亲信他。康义诚自认无以脱身，于是令其子以弓马事李从荣，希望保全自己。明宗病重，李从荣说服康义诚帮助自己，康义诚曲意奉承，也非真心。十一月，李从荣以为明宗已驾崩，图谋率兵夺宫，枢密使朱弘昭、冯赟都以为不可，惧祸，入告王淑妃和宣徽使孟汉琼，二人都说只有靠康义诚相助方可。而康义诚仍然首鼠两端，朱弘昭、冯赟召他在竹林之下合谋杀李从荣，他也只是说：“我为将校，不敢参与议事，只听相公所使罢了。”朱弘昭怀疑康义诚不想当众说，夜间邀他到自家问，仍然是这个回答。李从荣举兵到天津桥，遣都押牙马处钧到冯赟府上说：“吾今日决意入宫，将要居住在兴圣宫。公辈各自都有宗族，处事也应该平正允当，祸福在须臾。”又派马处钧拜访康义诚，康义诚表示要奉迎李从荣。冯赟骑马进入右掖门，见朱弘昭、康义诚、孟汉琼、三司使孙岳正坐在中兴殿阁门外议事。冯赟说了马处钧的话，责怪康义诚：“秦王说‘祸福在须臾’，其事可知，公不要因为儿子在秦府，就左右顾望。主上拔擢吾辈，自布衣至将相，一旦秦王兵得入此门，置主上于何地？吾辈还能有遗种吗？”康义诚不及回答，监门报称李从荣兵已在端门外，孟汉琼拂衣而起，声言愿意舍命率兵拒李从荣，此刻当入宫护驾而离去，朱弘昭、冯赟跟随他，康义诚不得已也跟随。朱弘昭等入见明宗称李从荣反了，明宗指着天哭着召康义诚让他自行处置，不要惊动百姓。康义诚终究没有出兵。马军指挥使朱洪实奉孟汉琼命，率军讨伐李从荣。李从荣正据胡床坐在桥上，遣左右召康义诚，左右发现端门已闭，叩左掖门，从门缝中窥见朱洪实骑兵从北杀来，告诉李从荣，李从荣大惊，兵败被诛。孙岳曾对冯赟说李从荣必败，康义诚闻之，不悦，引兵入河南府，召孙岳检阅李从荣家产，孙岳到后，康义诚乘乱令人射他，孙岳逃到通利坊，被骑士所杀，认识与不认识他的人都为此痛惜，明宗不能诘问。康义诚又以李从荣之死记恨朱洪实。明宗赐康义诚以下锦帛鞍马有差。

### 叛主伏诛
明宗驾崩，李从荣胞弟宋王李从厚即位，即后唐闵帝。十二月，朱洪实妻入宫，之前勾结李从荣的司衣王氏与她谈到李从荣，说秦王有罪但不是大逆，朱司徒很受秦王之恩，当时却不能分辨，可惜。朱洪实闻之，大惧，与康义诚将这些话告诉闵帝，且说到王氏私通李从荣、为之探听宫中事，王氏被赐死。素来与李从荣交厚的王淑妃也被牵连，因此被闵帝怀疑。
应顺元年（934年）正月，闵帝加康义诚检校太尉、兼侍中，判六军诸卫事。朱洪实以诛李从荣之功自负，康义诚心里愈发不平。
二月，闵帝养兄凤翔节度使潞王李从珂起兵，朝廷商议征讨。康义诚怕失去军权，不肯出征，请求以西京留守王思同为统帅、羽林都指挥使侯益为行营马步军都虞侯，侯益知道军情将要有变，称病不行。王思同及山南西道节度使张虔钊等率领的朝廷军讨伐不利，败报传来，闵帝不知所措，对康义诚等说：“先帝驾崩时，朕在外守藩，为嗣者任诸公所取，朕实在无心与人争国。已经继承大业了，还年轻，国事都委于诸公。朕于兄弟间不至于隔阂，诸公告以社稷大计，朕怎敢相违！起兵之初，都自夸以为叛军可轻易平定；今事至此，哪里可以转祸？朕欲亲自迎潞王，让位给他，就算不免罪，也甘心。”康义诚害怕，请求出征：“西师惊溃，是主将怯弱的缘故。今京师兵还多，臣请尽率他们西行，扼关而守，招集流亡散卒，做以后的打算，请陛下不要太担忧。”其实想率禁军投降李从珂以求自免。闵帝遣使想召石敬瑭来率兵拒敌，康义诚坚请自己去，闵帝信以为真，幸左藏库，亲自给将士每人绢二十匹，钱五千。当时，明宗葬事未完，国库空虚，闵帝许诺平定凤翔后，每人再赏二百缗，府库不足就以宫中衣服珍玩相抵。军士们越发骄横，无所畏忌，得到赏赐又在路上扬言：“到凤翔再请一份。”时任侍卫马军都指挥使朱洪实见军士无斗志，而康义诚尽率他们西征，怀疑康义诚有二心，对他说：“出军讨逆，多次发出军队，今闻小败，却无一人一骑回来，可知人心了。不如以禁军守住京师各门，对方即使侥幸取胜也只是得到张虔钊一支军队，诸镇军队在其后，怎敢直接前来，然后我们徐图进取，是万全之策。”康义诚怒道：“若如此言，朱洪实反了。”朱洪实说：“公自己反了，还说谁反了！”声音渐渐加厉。闵帝听见，召见讯问，朱洪实还说自己之前的谋划，又说：“义诚说臣谋反，从发兵来看，义诚必反了。”闵帝不能明辨，诛杀朱洪实，诏以康义诚为凤翔行营都招讨使，率全部禁军西行。
当时朝廷后来派出讨伐凤翔的军队遇到凤翔军都直接投降，没有一人与其战斗。只有保义节度使康思立还想固守军部陕州等候康义诚。李从珂前锋到陕州城下向城上呼喊：“禁军十万已奉新帝，你们数人能做什么！白白连累一城人涂地罢了。”守军争相出迎，康思立禁止不住，无奈也只能出迎。康义诚率军到新安，但部下诸军争先逃往陕州解甲迎降于李从珂，康义诚到干壕时，麾下只剩数十人，遇到李从珂候骑十余人，康义诚解所佩弓剑为信物，通过候骑请求投降李从珂请罪。康义诚到军门请罪，李从珂面责他：“先帝晏驾，立嗣在诸公；今上居丧，政事出自诸公，为何不能终始，陷我弟弟至此？”康义诚大惧，叩头请死。李从珂素来厌恶康义诚为人奸邪，但不想马上诛杀他，姑且宽宥了他。
四月，闵帝出奔到卫州东数里，遇石敬瑭，大喜，问以社稷大计，石敬瑭说：“闻康义诚西讨，何如？陛下为何至此？”闵帝下马痛哭：“潞王危害社稷，康义诚等也都叛去了。”石敬瑭见闵帝已无力翻盘，遂杀其左右将其控制。
当月，闵帝被废，李从珂登基，即后唐末帝。斩康义诚于兴教门外，夷其族。
末帝削夺康义诚官爵，后下诏准许其归葬，但亲族部属仍流放。后晋出帝开运三年（946年）七月，诏复康义诚官爵。后汉高祖天福十二年（947年）闰七月，赠康义诚中书令。

## 评价
- 《旧五代史》史臣曰：自（朱）宏昭而下，力不能卫社稷，谋不能安国家，相踵而亡，又谁咎也。[1]